# Schwazer Bergbuch

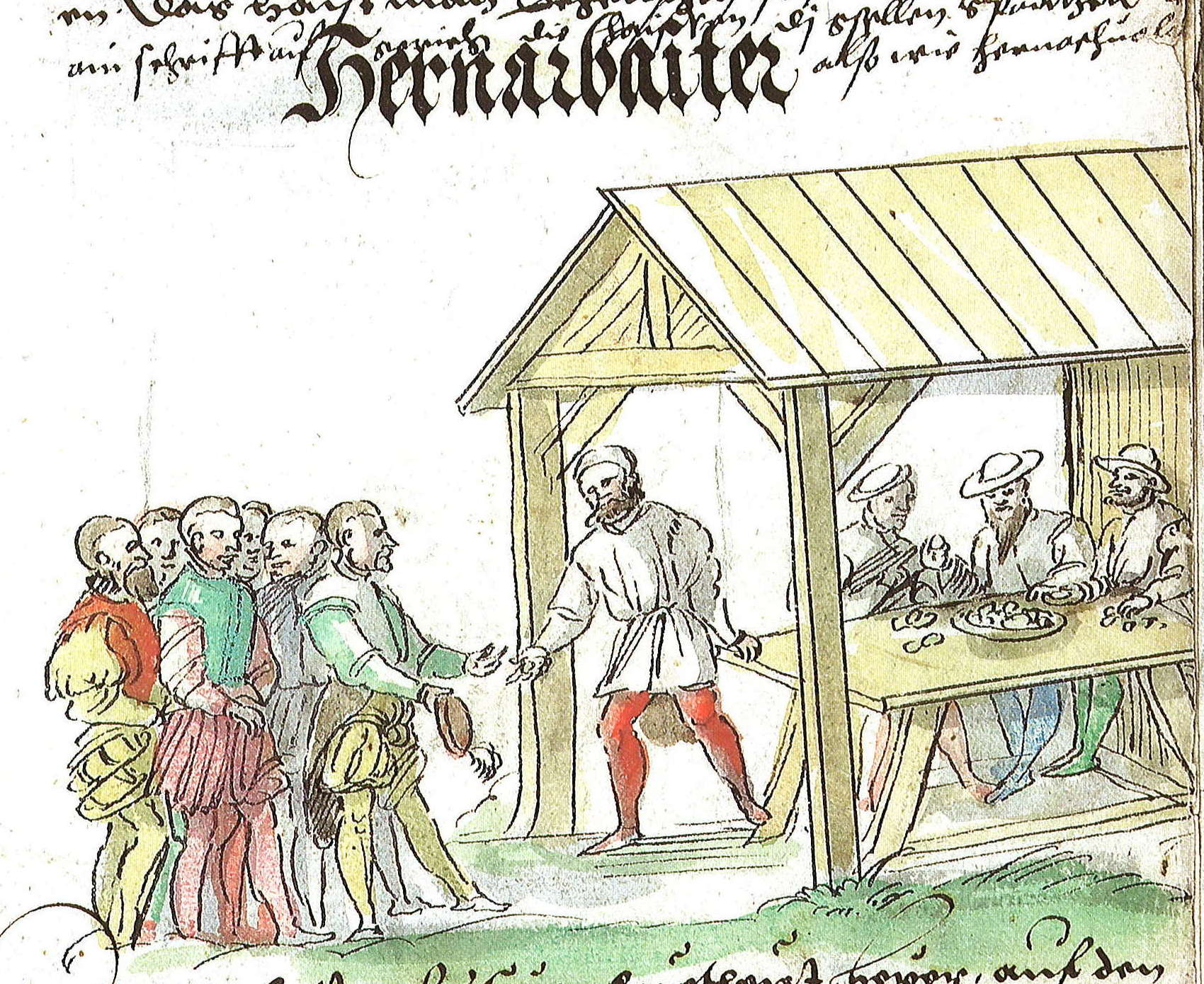
Illustration aus dem Schwazer Bergbuch, Entwurfsexemplar von 1554

Das Schwazer Bergbuch ist eine frühneuzeitliche Sammlung bergbaukundlicher Texte. Es ist nach der Stadt Schwaz in Tirol benannt, die im 16. und 17. ein bedeutendes Zentrum des Kupfer- und Silberbergbaus war. Es sind zehn handschriftliche Fassungen bekannt, die von der Mitte des 16. Jahrhunderts bis ins frühe 17. Jahrhundert entstanden. Sie wurde offenbar in Vorbereitung einer als „Bergsynode“ bezeichneten Versammlung zusammengestellt, die im Jahr 1557 die am Tiroler Bergbau Beteiligten zusammenführen sollte. Neben den dort versammelten Texten selbst ist das Schwazer Bergbuch für seine zahlreichen Miniaturen berühmt, die ein anschauliches Bild der Arbeit und des Lebens der damaligen Tiroler Bergleute geben.

## Manuskripte

### Entwurfsexemplar (1554)
Das heute im Deutschen Bergbau-Museum Bochum aufbewahrte Exemplar ist auf das Jahr 1554 datiert und gilt als Entwurfsexemplar, von dem alle anderen erhaltenen Handschriften abhängen. Es enthält 114 Miniaturen. Im Entwurfsexemplar finden sich zahlreiche Korrekturen und Ergänzungen, die in den vier wohl für die Bergsynode bestimmten Exemplaren teils auch umgesetzt wurden.

### Vier vor der Bergsynode entstandene Exemplare (1556)
Aus den vier, wohl zur Vorbereitung der Bergsynode angefertigten Exemplaren ragt ein Prachtexemplar hervor, das der älteren Literatur zufolge für König Ferdinand I. bestimmt war. Die Miniaturen sind hier mit einer Goldumrandung versehen, die Figuren sind in festtäglicher Kleidung dargestellt. In den anderen Handschriften werden die Bergleute deutlich realistischer, teils in beschädigter Arbeitskleidung wiedergegeben.
Gegenüber dem Entwurfsexemplar unterscheiden ich die vier „fertigen“ Handschriften, die inhaltlich weitgehend übereinstimmen, durch eingefügte Rechtstexte, die als Kompilation des damals geltenden Schwazer Bergrechts anzusehen sind. Außerdem enthalten die 1556 entstandenen Handschriften 19 Landschafts- und Stadtansichten und drei Tafeln mit technischen Abbildungen. Einige Illustrationen sind nicht in allen vier Codices enthalten.
Zwei der für die Bergsynode angefertigten Exemplare befinden sich im Tiroler Landesmuseum Ferdinandeum in Innsbruck, darunter auch die Prachthandschrift (FB 4312). Die beiden anderen Handschriften werden in München aufbewahrt, eine im Archiv des Deutschen Museums, die andere in der Bayerischen Staatsbibliothek.

### Sechs nach der Bergsynode entstandene Abschriften (bis um 1800)
Von den nach der Bergsynode entstandenen Abschriften sind heute noch sechs bekannt. Es sind Kopien der drei einfacheren Handschriften von 1556, allerdings enthalten nicht alle Abschriften den kompletten Text. Den Originalen am nächsten steht das Exemplar aus der Österreichischen Nationalbibliothek Wien (Cod. 10.852) von 1561. Die anderen Abschriften sind später entstanden. Das Exemplar der Bibliothek der Montanuniversität Leoben dürfte um 1600 angefertigt worden sein, wobei mit großer Wahrscheinlichkeit das Exemplar aus der Österreichischen Nationalbibliothek Wien als Vorlage diente. Die übrigen Abschriften befinden sich in der Bibliothek des Kollegiatstift St. Maria Wertheim, im Tiroler Landesmuseum Ferdinandeum in Innsbruck, im Salzburger Landesarchiv und im Kärntner Landesarchiv in Klagenfurt.

## Ausgaben
- Schwazer Bergbuch 1556–1956. Bearb. Heinrich Winkelmann. Wethmar Gewerkschaft Eisenhütte Westfalia. 1956.
- Das Schwazer Bergbuch. 3 Bände. Hrsg. Christoph Bartels, Andreas Bingener u. Rainer Slotta. Selbstverlag des Deutschen Bergbau-Museums, Bochum 2006. ISBN 3-937203-22-2

Band 1: Der Bochumer Entwurf von 1554, Faksimile
- Schwazer Bergbuch. Faksimileausgabe im Originalformat der Handschrift Codex 10.852 der Österreichischen Nationalbibliothek Wien von 1556. Erich Egg (Einleitung), Heinrich Winkelmann (Übersetzer). Akad. Druck- u. Verlagsanstalt 1988.